# Économie de la Slovénie
Avec sa petite économie de transition et une population d'approximativement deux millions d‘habitants, l'économie de la Slovénie est un modèle de succès économique et de stabilité pour ses voisins de l’ancienne Yougoslavie. 
La Slovénie est un État indépendant depuis 1991, qui a effectué au cours des années 1990 une transition d'une économie planifiée vers une économie de marché. Elle est intégrée à l'Union européenne depuis 2004 et fait partie de la zone euro depuis 2007.
La Slovénie possède un PIB par habitant plus élevé que les autres pays d’Europe centrale ou le Portugal et elle est devenue en 2004 le premier pays en transition d’une économie étatique vers une économie libérale à passer du statut de pays emprunteur à partenaire donateur à la Banque mondiale.
Le pays possède une main-d’œuvre de très bon niveau, un emplacement géographique stratégique et des infrastructures de bonne qualité. 

## Histoire
Lors du court conflit armé lors de son indépendance, la Slovénie connait peu de dégâts.
Si en 1991 et 1992, la Slovénie connait une récession, son taux de croissance est positif dès 1993, et connait un taux de 4,1 % en 1995, 3,1 % en 1996 et 3,8 % en 1997 Dans le même temps, l'inflation qui était de 200 % en 1992, passe 19,8 % dès 1994. Si d'autres pays de l'Europe de l'Est ont mené une thérapie de choc, la Slovénie a privatisé son économie de manière moins rapide, via notamment une privatisation par coupon distribué à la population.
En 1996, la Slovénie signe un accord d'association avec l'Union européenne pour supprimer une grande partie des droits de douane entre les deux blocs. La même année pour préparer son adhésion à l'Union européenne, la Slovénie modifie sa constitution pour permettre l'acquisition de terres par des étrangers, condition indispensable à son adhésion.
Dès 1991, le pays a fixé l'adhésion à l'euro comme but de tout son redressement et de son développement économique, ce qui l'a obligé à consentir des efforts très importants. Pour le premier ministre Janez Janša, « Personne n'aurait imaginé alors que nous nous préparions à entrer dans la zone euro quinze ans plus tard ». Avec un niveau de pouvoir d'achat à 79 % de la moyenne européenne la Slovénie a aujourd'hui rattrapé et même dépassé la Grèce et le Portugal.
La Slovénie est intégrée à l'Union européenne depuis 2004. Lors des négociations d’adhésion à l’UE, la Slovénie a insisté pour obtenir de nombreuses dérogations, refusant une ouverture totale à la concurrence de certains secteurs-clés de l’économie. Le pays était ainsi le seul en Europe centrale et orientale à avoir conservé le contrôle de son secteur bancaire. Le pays a également sauvegardé un important service public construit durant la période socialiste ; la Slovénie dispose toujours d’un des meilleurs systèmes de santé du monde, et l’éducation y est gratuite jusqu’au troisième cycle universitaire.

Exportations de la Slovénie en 2017.

En avril 2006, les ministres de l'eurogroupe ont donné un satisfecit pour les performances du pays — 4 % de croissance annuelle et 7 % de taux de chômage — et pour son respect des contraintes d'adhésion à l'euro. Le 16 mai 2006, le rapport d'évaluation de la Commission européenne concernant les cinq critères de Maastricht — maîtrise des finances publiques, stabilité des taux de change, maîtrise durable de l'inflation — est rendu public. Le 11 juillet 2006, le Conseil européen composé des ministres des finances de la zone euro a signifié son accord à l’adoption de la monnaie unique par la Slovénie, estimant que ce pays respecte l’ensemble des critères en relation à la dette publique, le déficit budgétaire, les taux d’intérêt et enfin l’inflation. La Slovénie est donc, au premier janvier 2007, le 13e pays de la zone euro et le premier des pays à avoir rejoint l’Union européenne après l'introduction de la monnaie commune. La parité monétaire est fixée par la BCE à 1 euro pour 239,64 tolars.
En 2013, la Slovénie a débloqué 3,6 milliards d'euros pour recapitaliser son secteur bancaire en crise, un montant qui représente 10 % de son PIB,. Bien que la Slovénie ait ainsi évité le recours à un plan d'aide européen, la recapitalisation des banques a considérablement fait augmenter le déficit public du pays, qui a plus que doublé entre 2012 et 2013
La Slovénie a terminé la privatisation de son secteur bancaire en juin 2019, avec celle de la banque Abanka, peu de temps après avoir vendu une participation de 65 % dans NLB Group en novembre 2018, puis une participation supplémentaire de 10 % en mai 2019.
| Année      | 1991   | 1992   | 1993  | 1994  | 1995  | 1996  | 1997  | 1998  | 1999  | 2000  | 2001  | 2002  | 2003  | 2004  | 2005  | 2006  | 2007  | 2008  | 2009   | 2010  | 2011 | 2012 |
| ---------- | ------ | ------ | ----- | ----- | ----- | ----- | ----- | ----- | ----- | ----- | ----- | ----- | ----- | ----- | ----- | ----- | ----- | ----- | ------ | ----- | ---- | ---- |
| Croissance | -8,9 % | -5,5 % | 2,8 % | 5,3 % | 7,4 % | 3,6 % | 5,0 % | 3,5 % | 5,3 % | 4,3 % | 2,9 % | 3,8 % | 2,9 % | 4,4 % | 4,0 % | 5,8 % | 6,9 % | 3,6 % | -8,0 % | 1,2 % |      |      |
| Chômage    | ?      | ?      | ?     | ?     | ?     | 6,9 % | 6,9 % | 7,4 % | 7,3 % | 6,7 % | 6,2 % | 6,3 % | 6,7 % | 6,3 % | 6,5 % | 6,0 % | 4,9 % | 4,4 % | 5,9 %  | 7,3 % |      | 10 % |
| Inflation  | ?      | ?      | ?     | ?     | ?     | ?     | 8,3 % | 7,9 % | 6,1 % | 8,9 % | 8,6 % | 7,5 % | 5,7 % | 3,7 % | 2,5 % | 2,5 % | 3,8 % | 5,5 % | 0,9 %  | 2,1 % |      |      |